# نهضة المرأة
نهضة المرأة، هي أول جمعية للمرأة أنشأت على مستوى جميع الإمارات، تأسست عام 1967م وتم إشهارها من قبل وزارة العمل والشؤون الاجتماعية عام 1979م بدعم وتشجيع من مؤسس دولة الإمارات العربية المتحدة الشيخ زايد بن سلطان آل نهيان وأخيه الشيخ صقر بن محمد القاسمي وبرئاسة الشيخة مهرة بنت أحمد الغرير وإدارة السيدة موزه راشد الشرهان.

## مرافق الجمعية
- مدرسة الشيخة حصة بنت صقر الخاصة
- مركز الشيخة فاطمة بنت مبارك لتحفيظ القرآن الكريم
- مركز جمعية نهضة المرأة الثقافي
- جائزة رأس الخيمة للفتاة المثالية
- أطايب النهضة